# حمية بريتيكين
حمية بريتيكين هي نظام غذائي قليل الدهون عالي الألياف؛ والذي يشكل جزءًا من برنامج «برنامج بريتيكين للحمية والتمارين» وهو نظام نمط الحياة  الذي ابتكره ناثان بريتيكين، وفي كتاب 1979م تم كان كتاب وصف  حمية بريتيكين الغذائية هوالأكثر مبيعًا.
وتعتمد هذه الحمية علي  الدهون القليلة والألياف بنسبة عالية واللحوم الحمراء والكحول والأغذية المصنعة بكميات محدودة، عندما تم إطلاقه كانت هذه الحميه تعتبر متطرفة؛ إلا أن مبادئها الآن تعتبر إلي حد كبير متوافقة مع النصائح الغذائية السائدة. وتم تصنيف حمية بريتيكين علي أنه نظام غذائي مع عيوب محتملة بما في ذلك  الاختيارات الغذائية المملة وانتفاخ البطن وخطر الشعور بالجوع.